# Амалла, Селим
Сели́м Амалла́ (нидерл. Selim Amallah; араб. سليم أملاح‎; род. 15 ноября 1996, Hautrage, Валлония) — марокканский футболист, полузащитник клуба «Валенсия» и сборной Марокко.
Амалла родился в Бельгии в семье марокканцев.

## Клубная карьера
Амалла — воспитанник клубов «Монс» и «Андерлехт». В 2015 году Селим на правах свободного агента подписал контракт с «Мускрон-Перювельз». 26 июля в матче против «Шарлеруа» он дебютировал в Жюпиле лиге. Летом 2016 года Амалла перешёл в «Тюбиз». 6 августа в матче против «Юниона» он дебютировал во Втором дивизионе Бельгии. Летом 2017 года Амалла вернулся в «Мускрон-Перювельз». 25 августа в поединке против «Кортрейка» Селим забил свой первый гол за клуб.
Летом 2019 года Амалла перешёл в льжский «Стандард». 27 июля в матче против «Серкль Брюгге» он дебютировал за новый клуб. 18 августа в поединке против «Мускрон-Перювельз» Селим забил свой первый гол за «Стандард».

## Международная карьера
15 ноября 2019 года в отборочном матче Кубка Африки 2021 года против сборной Мавритании Амалла дебютировал за сборную Марокко. 9 октября 2020 года в товарищеском матче против сборной Сенегала Селим забил свой первый гол за национальную команду.
В 2022 году Амалла принял участие в Кубке Африки 2021 в Камеруне. На турнире он сыграл в матчах против команд Ганы, Комор, Габона, Малави и Египта. В поединке против коморцев Селим забил гол.

### Голы за сборную Марокко
| #   | Дата            | Место                               | Противник | Счёт | Результат | Соревнование                     |
| --- | --------------- | ----------------------------------- | --------- | ---- | --------- | -------------------------------- |
| 01. | 9 октября 2020  | Принц Мулай Абделла, Рабат, Марокко | Сенегал   | 1:0  | 3:1       | Товарищеский матч                |
| 02. | 12 октября 2020 | Принц Мулай Абделла, Рабат, Марокко | Гвинея    | 2:1  | 4:1       | Чемпионат мира 2022 квалификация |
| 03. | 12 октября 2020 | Принц Мулай Абделла, Рабат, Марокко | Гвинея    | 3:1  | 4:1       | Чемпионат мира 2022 квалификация |
| 04. | 14 января 2022  | Стад Ахмаду Ахиджо, Яунде, Камерун  | Коморы    | 1:0  | 2:0       | Кубок Африки 2021                |

## Достижения

### Награды
- Офицер Ордена Трона (2022)[14]